# ウズベキスタンの選挙
本項目では、ウズベキスタンの選挙 について記述する。

## 概要
ウズベキスタンでは国の最高権力者である大統領と国民議会の議員に関して選挙が行われる。大統領の任期は5年であり、5年ごとに選挙が行われる。国民議会 (Oliy Majlis) は定数120名の下院と定数100名の内84名が改選される上院の二院制で構成されており、それぞれ任期は5年である。上院の残り16名は大統領により直接指名される。この指名に関しては、ほとんどの政党が除外される。
ウズベキスタンは大統領の支持勢力により支配されている国家である。個別の政党が大統領を支持しないことは自由であるが、大統領の不支持は権力を得る機会を実質上放棄することに当たると考えられている。
ウズベキスタンはかつて世界で最も選挙権年齢が高い国家であった(25歳) 。現在は18歳に引き下げられている。

## 近年の選挙

### 2007年大統領選挙
| 候補                                                | 得票数     | %      |
| --------------------------------------------------- | ---------- | ------ |
| イスラム・カリモフ (ウズベキスタン自由民主党)       | 13,008,357 | 90.76  |
| アスリディン・ルスタモフ (ウズベキスタン人民民主党) | 468,064    | 3.27   |
| ディララム・タシュムハメドヴァ (公正社会民主党)     | 434,111    | 3.03   |
| アクマル・サイドフ (無所属)                         | 420,815    | 2.94   |
| 有効投票                                            | 14,331,347 | 100.00 |
| 無効票                                              | 434,097    | 2.94   |
| 合計 (投票率90.6%)                                  | 14,765,444 |        |
| 出典: elections.uz                                  |            |        |

### 2009年-2010年議会選挙
| 政党 | 第一次選挙 | 第一次選挙 | 第一次選挙 | 第二次選挙* | 第二次選挙* | 第二次選挙* | 合計議席 |
| 政党 | 得票数     | %          | 議席       | 得票数      | %           | 議席        | 合計議席 |
| --- | ---------- | ---------- | ---------- | ----------- | ----------- | ----------- | -------- |
| ウズベキスタン自由民主党 (O'zbekiston Liberal Demokratik Partiyasi) |            |            | 33         |             |             | 20          | 53       |
| ウズベキスタン人民民主党 (O'zbekistan Xalq Demokratik Partiyasi) |            |            | 22         |             |             | 10          | 32       |
| ウズベキスタン国民復興民主党 (O'zbekistan Milliy Tiklanish Demokratik Partiyasi) |            |            | 25         |             |             | 6           | 31       |
| 公正社会民主党 (Adolat Sotsial Demokratik Partiyasi) |            |            | 16         |             |             | 3           | 19       |
| 合計 |            |            | 96         |             |             | 39          | 135      |
| 有効投票 | 15,108,950 | (87.8%)    |            | 3,960,876   | (79.7%)     |             |          |
| 有権者数 | 17,215,700 |            |            | 4,969,547   |             |             |          |
| *135の選挙区の内39選挙区では第一次選挙において得票率が50％を超える候補が現れなかった。 下院の15議席はウズベキスタン環境運動が間接選挙により獲得する。 出典: Central Election Commission of the Republic of Uzbekistan |            |            |            |             |             |             |          |

ウズベキスタンの下院の定数は2008年12月に120から150へと増加しており、15議席はウズベキスタンエコロジー活動が保持する。
国民議会の第三回選挙は定数150名の下院と定数100名の上院に対し、517人が立候補して2009年12月27日に開始された。
ウズベキスタンの選挙管理委員会によると、この選挙に参加した政党とその候補数は以下のとおりである。公正社会民主党 (Adolat) が123人、ウズベキスタン国民復興民主党 (Milliy Tiklanish) が125人、ウズベキスタン人民民主党 (PDP) が134人、ウズベキスタン自由民主党 (UzLiDeP) が135人、そしてウズベキスタンエコロジー活動であった。
主投票日であった2009年12月27日には国内の135の選挙区の内39選挙区において、当選に必要な50％以上の票を獲得した候補が現れなかったため、2010年1月10日、第二次選挙が行われた。この第二次選挙は各選挙区の第一次選挙において上位2位に入った候補のみが立候補できる決選投票方式であり、この選挙において得票数が多かった候補が国民議会への参加権を得る。
第二次選挙が有効となるためには少なくとも有権者の33％が投票していなければならない。
選挙は36の国から270人を超える立会人と4つの国際ミッションの代表の元で行われた。人権活動家は選挙活動が政府により抑圧されていると述べている。